# Parc Kellermann
Parc Kellermann är en park i Quartier de la Maison-Blanche i Paris 13:e arrondissement. Parc Kellermann är uppkallad efter den franske militären François-Christophe Kellermann (1735–1820), marskalk av Frankrike. Parken har fem ingångar, bland annat vid Boulevard Kellermann.

## Omgivningar
- Sainte-Rosalie
- Jardin du Monument-aux-Mères-Françaises
- Jardin Joan-Miró
- Cimetière de Gentilly
- Jardin du Moulin-de-la-Pointe

## Bilder
| - François-Christophe Kellermann. - Vattenfallet i Parc Kellermann. |

## Kommunikationer
- Tunnelbana – linje  – Porte d'Italie
- Busshållplats Damesme – Paris bussnät, linje 184

### Webbkällor
- ”Parc Kellermann”. Paris.fr. https://www.paris.fr/equipements/parc-kellermann-1794. Läst 1 mars 2021.
- ”Parc Kellermann”. Les rues de Paris. http://www.parisrues.com/rues13/paris-13-parc-kellermann.html. Läst 1 mars 2021.